# Jan Nagel (kunstschilder)

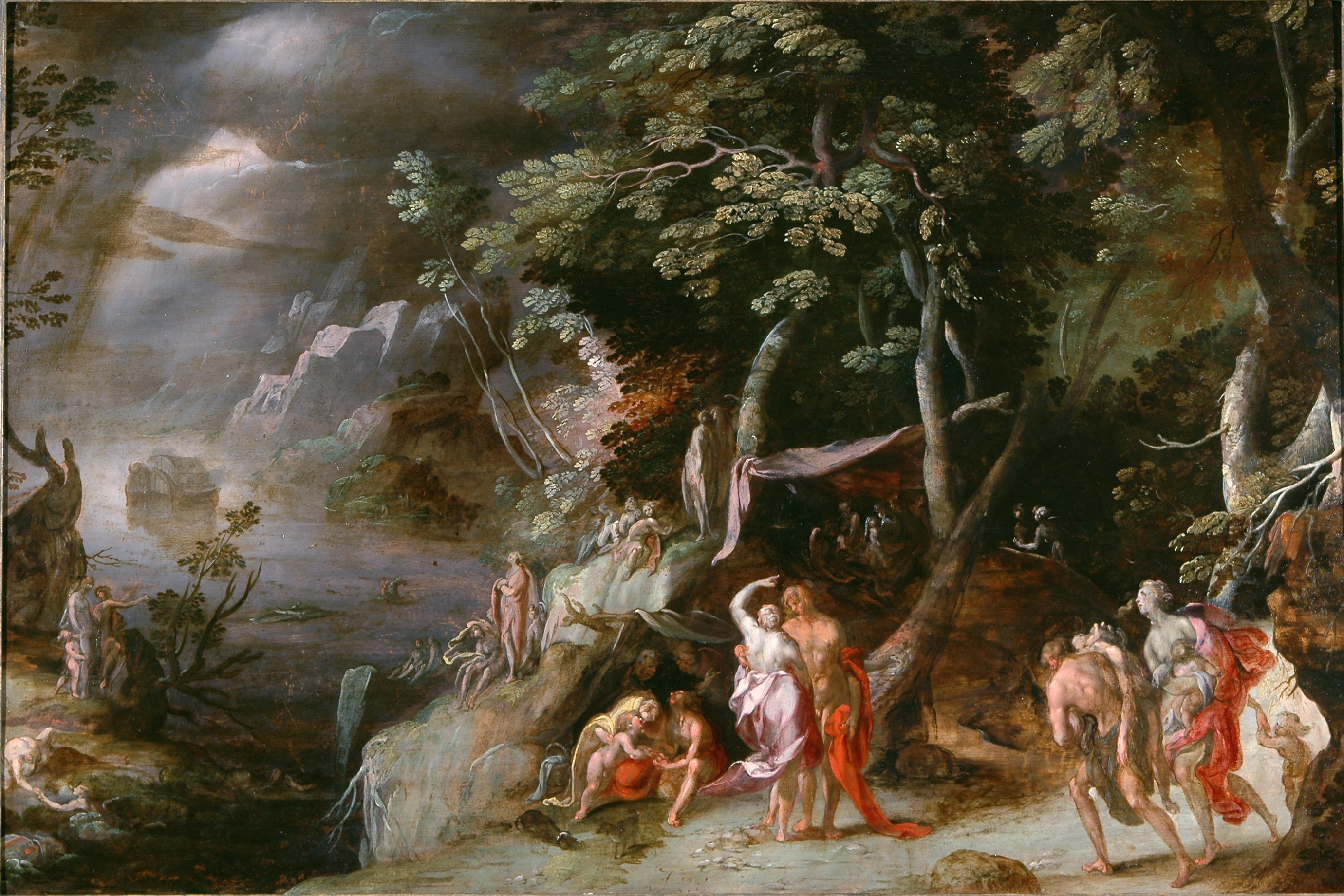
Jan Nagels Zondvloed, Frans Hals Museum

Jan Nagel, ook wel Naghel (Haarlem, 1560 - Den Haag, 1602), was een Nederlands kunstschilder. Hij werkte in de stijl van de renaissance.

## Leven en werk
Over het leven van Nagel zijn slechts een beperkt aantal gegevens bekend. Karel van Mander schreef in zijn Schilder-boeck dat hij afkomstig was van Haarlem of Alkmaar. Aan het einde van de zestiende eeuw was hij in elk geval werkzaam in Haarlem, waar hij lid was van retoricakamer De Pelikaan en waarvoor hij in 1593 het blazoen Trou moet blijcken schilderde. Hij wordt gezien als een navolger van de Antwerpse naissance-schilder Cornelis Molenaer.
Er zijn slechts een beperkt aantal werken van Nagels hand bekend: zes schilderijen, vier tekeningen en drie etsen. In 2011 wijdde het Frans Hals Museum een mini-expositie aan zijn oeuvre, tijdens welke acht van zijn werken werden getoond. Aanleiding voor de tentoonstelling was de restauratie van Nagels schilderij Zondvloed, dat het museum in bruikleen had gekregen van een particuliere verzamelaar. Het Frans Hals Museum bezit ook Het portret Maria Magdalena en het schilderij Dode man in het graf van Elisa. Het Rijksmuseum Amsterdam heeft enkele tekeningen en etsen in haar collectie.
In 1600 was Nagel lid van het Lucasgilde in Den Haag, waar hij in 1602 overleed. Hij had in elk geval een dochter, Neeltge, die getrouwd was met Sijbert Moninckx, vader van kunstschilder Pieter Moninckx.

## Galerij

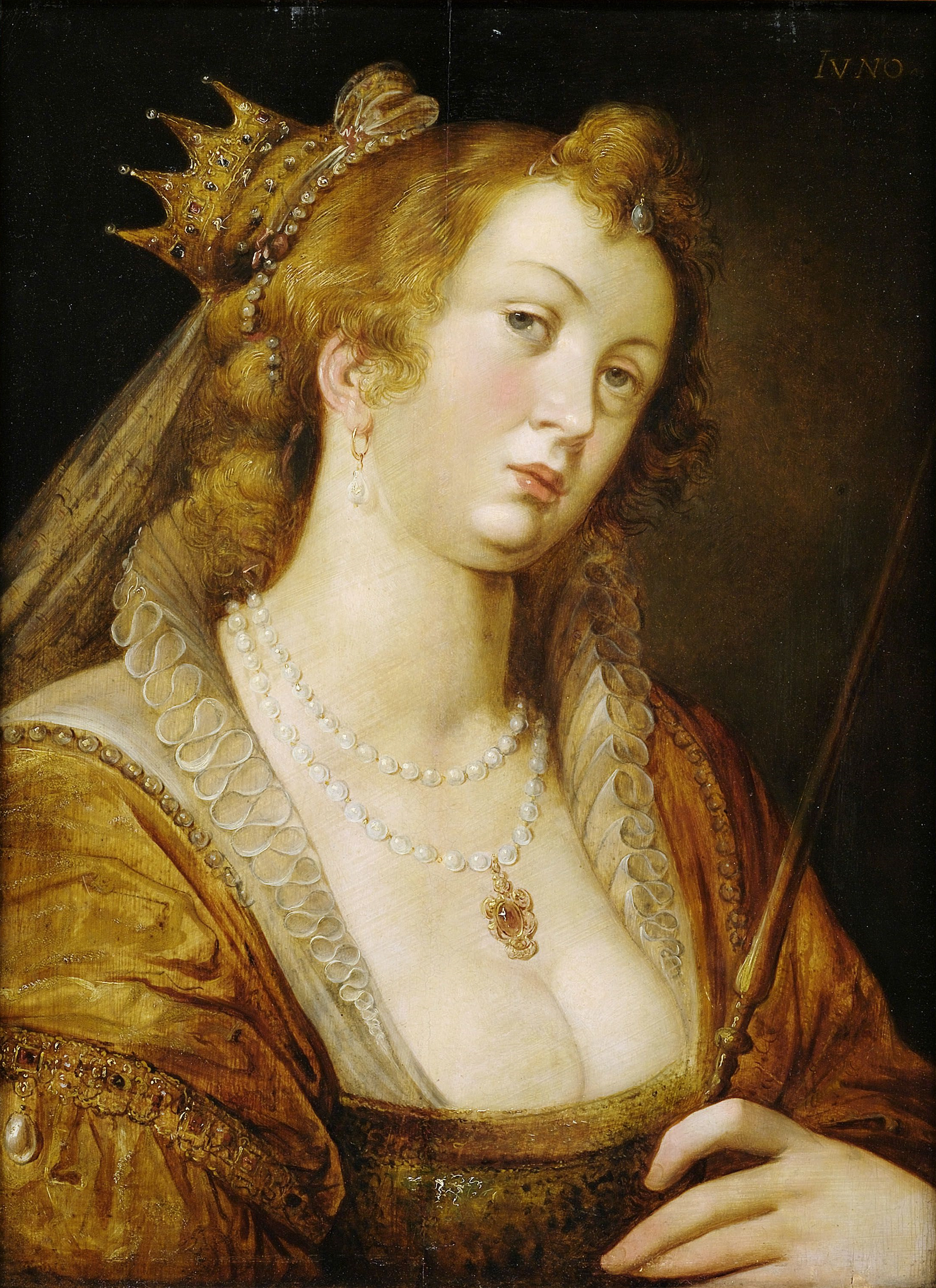
Juno
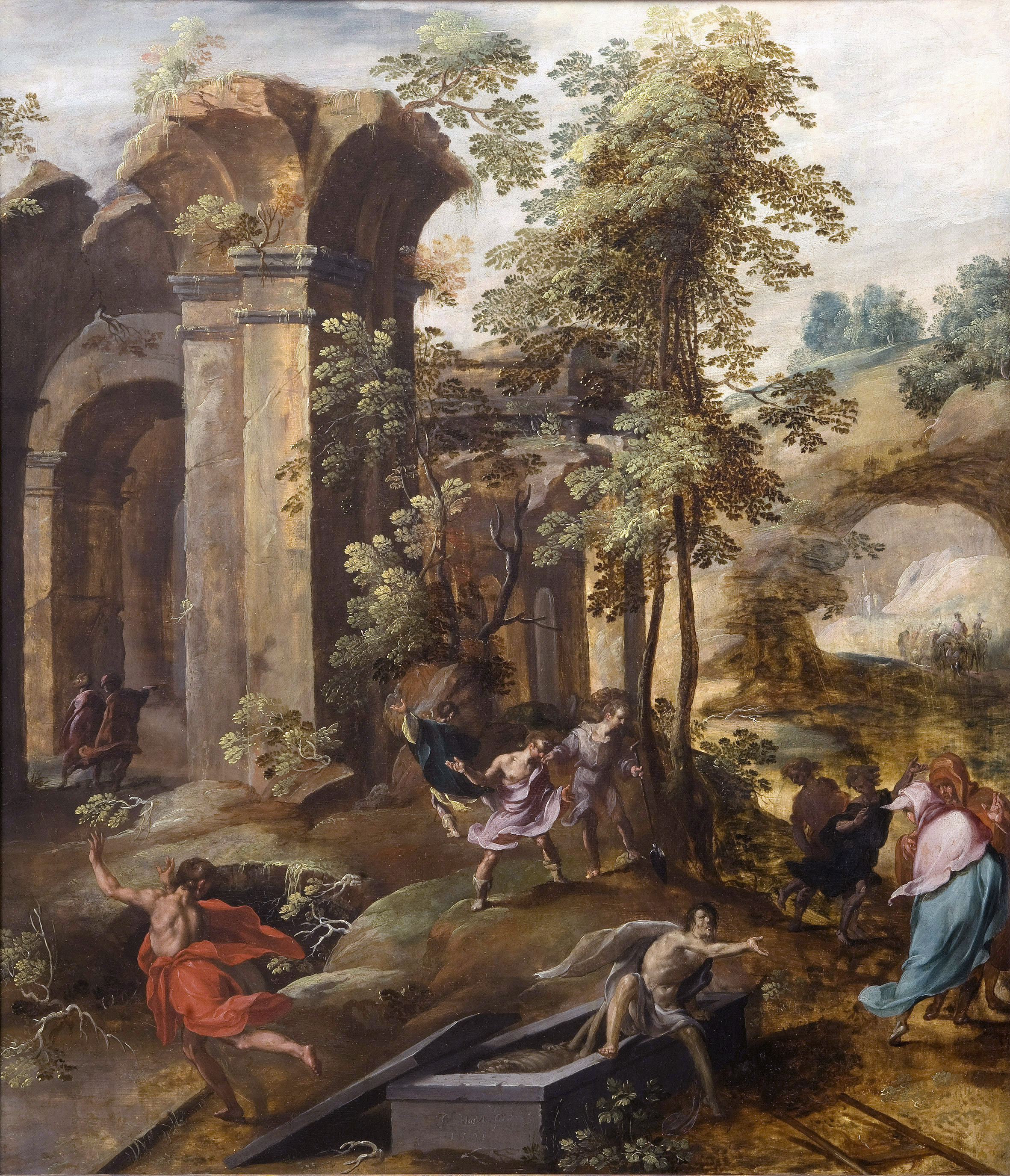
Dode man in het graf van Elisa (1596)
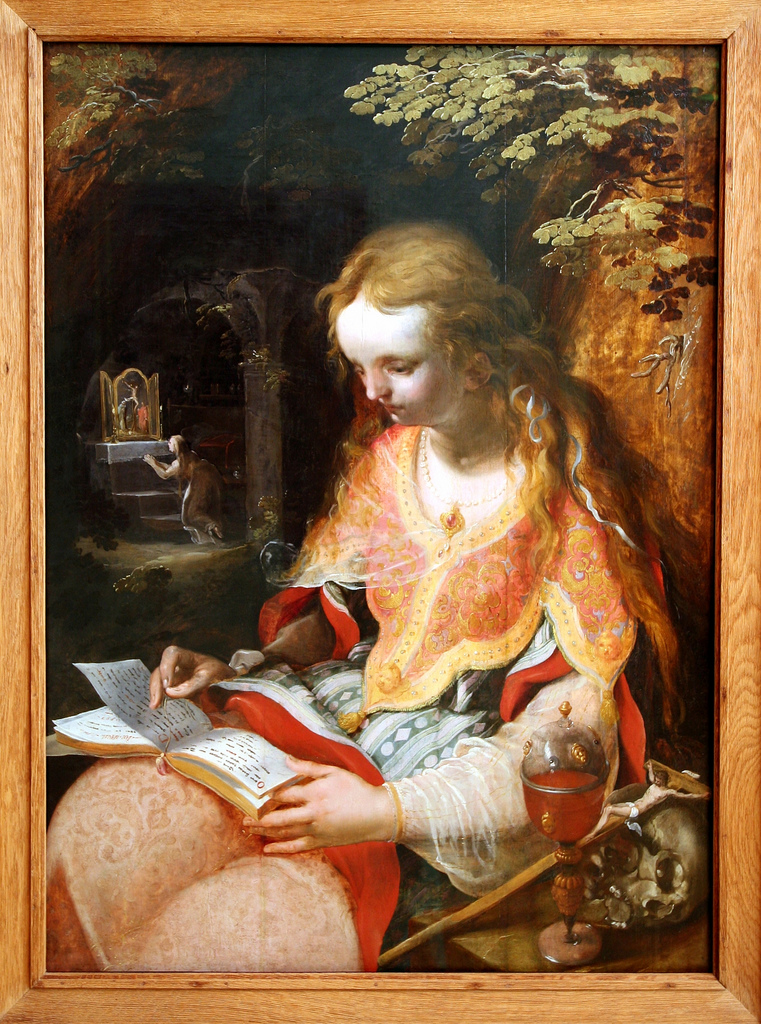
Maria Magdalena